# Trockenlebensräume – Sieben Berge, Vorberge
Die Trockenlebensräume – Sieben Berge, Vorberge sind ein Naturschutzgebiet in der niedersächsischen Stadt Alfeld (Leine) und der Gemeinde Sibbesse im Landkreis Hildesheim.

## Allgemeines
Das Naturschutzgebiet mit dem Kennzeichen NSG HA 241 ist etwa 153 Hektar groß. Es ist Bestandteil des FFH-Gebietes „Sieben Berge, Vorberge“. Das bisherige Naturschutzgebiet „Unterer Lauensberg“ sowie Teile der Naturschutzgebiete „Karlsberg“, „Schiefer Holzer Berg“ und „Wernershöhe“ und der Landschaftsschutzgebiete „Sieben Berge und Vorberge“ sowie „Sackwald“ sind ebenso in dem Naturschutzgebiet aufgegangen wie das bisherige, etwa 1,2 Hektar große Naturdenkmal „Abbenser Berg“. Die Teilflächen des Naturschutzgebietes sind größtenteils von den Landschaftsschutzgebieten „Sieben Berge und Vorberge“ und „Sackwald“ umgeben. Das Naturschutzgebiet steht seit dem 28. Dezember 2017 unter Schutz. Zuständige untere Naturschutzbehörde ist der Landkreis Hildesheim.

## Beschreibung
Das Naturschutzgebiet besteht aus sieben Teilflächen in den nördlich und nordöstlich von Alfeld liegenden Höhenzügen Sieben Berge und Vorberge des Leineberglandes. Es stellt Trockenlebensräume und vereinzelte Waldflächen unter Schutz. Der überwiegende Teil der unter Naturschutz gestellten Flächen wird von Halbtrockenrasen eingenommen, die durch historische Nutzung als Weide für Schafe und Ziegen entstanden sind. Neben den Halbtrockenrasen sind Trockengebüsche, Feldgehölze, Saumgesellschaften und einzelne Obstbäume und Obstwiesen sowie mageres Grünland zu finden. Die Waldflächen sind als Buchenwälder (Orchideen-Buchenwald oder Waldmeister-Buchenwald) und Eichen-Hainbuchenwälder, die durch die historische Bewirtschaftung als Nieder- oder Mittelwälder entstanden sind, ausgeprägt.

### Teilgebiete des Naturschutzgebietes

#### Unterer Lauensberg

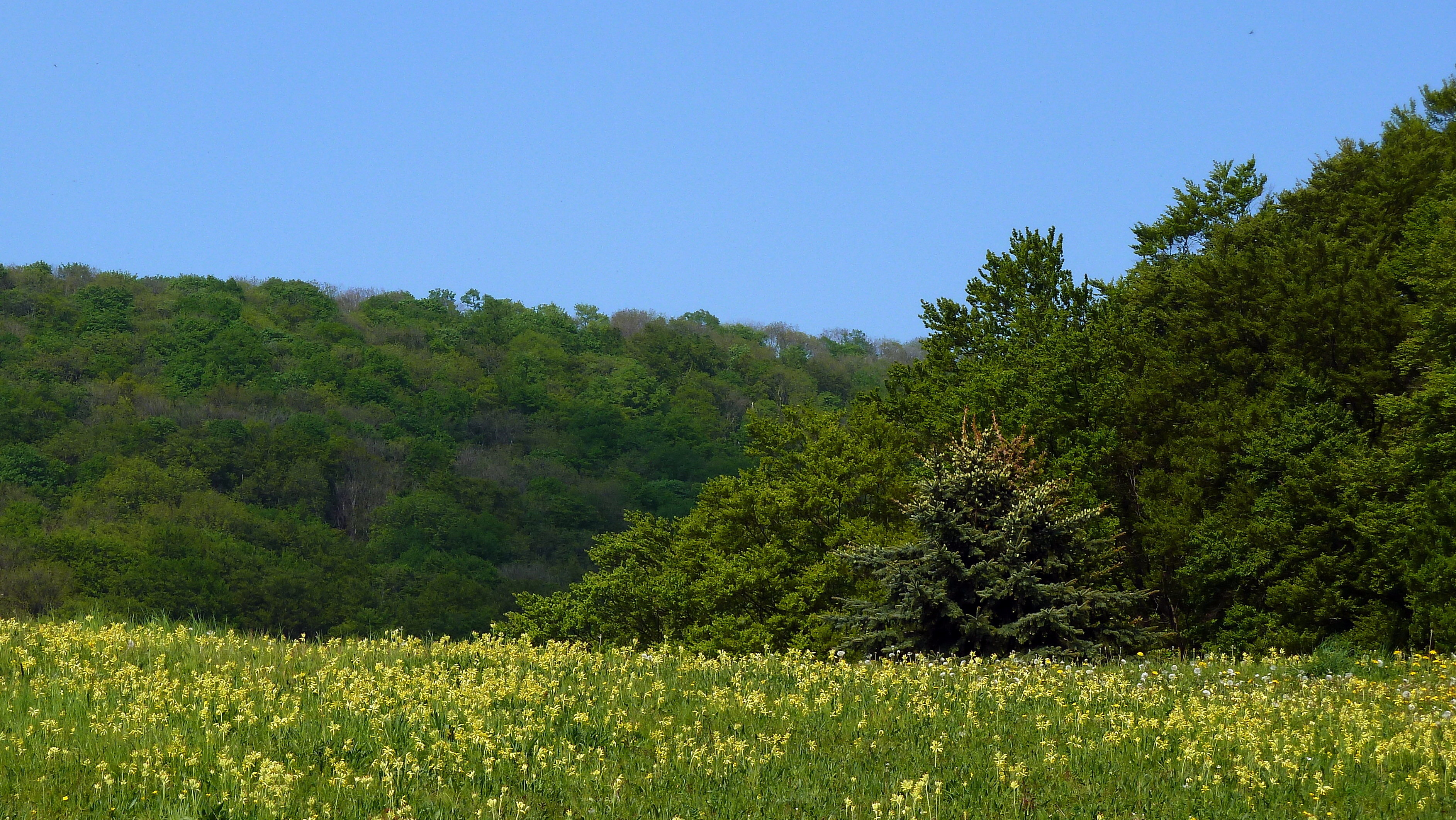
Unterer Lauensberg

Das Teilgebiet „Unterer Lauensberg“ (⊙) liegt nördlich des Alfelder Ortsteils Eimsen. Es ersetzt das zum 8. Mai 1986 ausgewiesene, bisherige Naturschutzgebiet gleichen Namens. Das Teilgebiet stellt einen Teil des nach Südwesten exponierten Hangs des Lauensberges unter Schutz. Teile des Schutzgebietes werden von Halbtrockenrasen und magerem Grünland mit eingestreuten, wärmeliebenden Gebüschen geprägt. Im Nordwesten stockt ein Laubwald, der aus einem früher bewirtschafteten Niederwald hervorgegangen ist. Nach Nordosten und Süden schließen sich Wälder der Sieben Berge an, im Nordwesten und Westen grenzt das Gebiet an landwirtschaftliche Nutzflächen, von denen es durch Feldwege getrennt ist.

#### Ortsberg
Das Teilgebiet „Ortsberg“ besteht aus zwei Teilflächen (⊙ und ⊙), die sich nordöstlich von Alfeld bzw. nördlich des Alfelder Ortsteils Langenholzen auf überwiegend in südliche bzw. westliche Richtungen exponierten Hängen des Ortsberges befinden. Die beiden Teilflächen werden von einem Mosaik aus Halbtrockenrasen, Orchideen-Buchenwald, Niederwald, Trockengebüschen und Hecken geprägt. Dabei handelt es sich um wesentliche Strukturen der historisch gewachsenen Kulturlandschaft des südniedersächsischen Berg- und Hügellandes, die hier erhalten geblieben sind, so dass der Bereich ein wertvolles Dokument der Landschaftsgeschichte ist.

#### Schiefer Holzer Berg

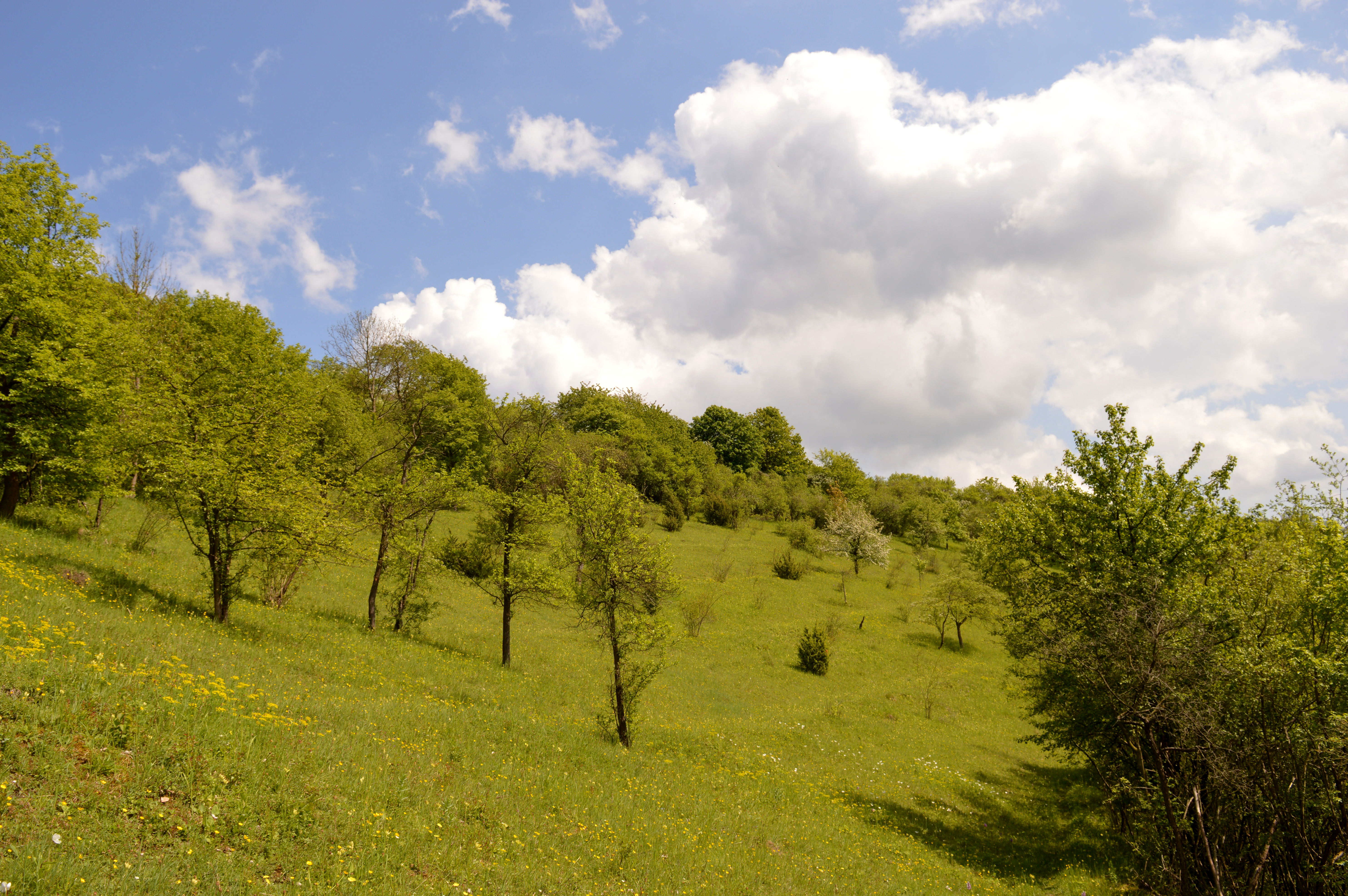
Schiefer Holzer Berg

Das Teilgebiet „Schiefer Holzer Berg“ (⊙) liegt nördlich des Alfelder Ortsteils Sack. Es ersetzt zum größten Teil das zum 6. September 1984 ausgewiesene, bisherige Naturschutzgebiet gleichen Namens. Das Teilgebiet stellt einen nach Westen exponierten und zum Teil steil zum Tal des Warnebachs abfallenden Hang des Holzer Berges (auch: Holzerberg) unter Schutz. Auf dem Hang wächst artenreicher Halbtrockenrasen mit eingebetteten Gebüschen und Laubmischwaldfragmenten. Nach Norden begrenzen Gehölzstrukturen das Schutzgebiet, im Westen wird es teilweise vom Warnebach begrenzt. Im Osten verläuft ein auf den Holzer Berg führender Feldweg, im Nordwesten wird das Schutzgebiet von der von Alfeld (Leine) kommenden und über die Vorberge nach Sibbesse und weiter nach Hildesheim führende Landesstraße 485 begrenzt. An das Schutzgebiet schließt sich größtenteils extensiv genutztes Grünland an.

#### Wernershöhe
Das Teilgebiet „Wernershöhe“ (⊙) liegt südwestlich des Sibbesser Ortsteils Wrisbergholzen. Es ersetzt zu einem großen Teil das zum 9. Juni 1994 ausgewiesene, bisherige Naturschutzgebiet gleichen Namens. Das Teilgebiet stellt einen überwiegend ackerbaulich genutzten Bereich mit artenreicher und hochgradig gefährdeter Begleitflora auf der namensgebenden Wernershöhe unter Schutz. Insbesondere im Osten des Naturschutzgebietes sind auch orchideen- und enzianreiche Halbtrockenrasen mit randlichen Triften zu finden. Hier stocken Wacholderbüsche. Im Süden ist eine früher als Niederwald bewirtschaftete Waldparzelle in das Naturschutzgebiet einbezogen.
Das Naturschutzgebiet ist in hier größtenteils von Waldflächen umgeben. Teilweise grenzt es auch an landwirtschaftliche Nutzflächen. Die im Nordosten liegenden Wälder sind Teil des verbleibenden Naturschutzgebietes „Wernershöhe“.

#### Karlsberg
Das Teilgebiet „Karlsberg“ (⊙) liegt südwestlich von Sibbesse. Es ersetzt den östlichen Teil des zum 18. März 1960 ausgewiesenen, bisherigen Naturschutzgebietes gleichen Namens. Das Teilgebiet stellt einen Teil des Osthangs des Bremberges unter Schutz, an dem ein artenreicher Kalkmagerrasen ausgeprägt ist.
Nach Norden und Osten schließen sich landwirtschaftlichen Nutzflächen, nach Süden und Westen die im Naturschutzgebiet „Karlsberg“ liegenden Buchenwaldgesellschaften.

#### Abbenser Berg
Das Teilgebiet „Abbenser Berg“ (⊙) liegt in etwa westlich von Sibbesse. Es stellt einen orchideenreichen Halbtrockenrasen auf einem nach Norden exponierten Hang unter Schutz. Stellenweise stocken alte Obstbäume, an den Rändern des Halbtrockenrasens wachsen Gebüsche. Das Teilgebiet ist von Wäldern und landwirtschaftlichen Nutzflächen umgeben.

### Flora und Fauna
Die Halbtrockenrasen beherbergen eine artenreiche Flora. So siedeln hier u. a. Gewöhnlicher Wundklee, Gewöhnliche Akelei, Golddistel, Stängellose Kratzdistel, Skabiosen-Flockenblume, Fransenenzian, Ovalblättriges Sonnenröschen, Saatesparsette, Schopfiges Kreuzblümchen, Wiesensalbei, Kleiner Wiesenknopf, Astlose Graslilie, Flaumhafer und Pyramiden-Schillergras. An orchideenreichen Standorten siedeln u. a. Braunrote Stendelwurz, Mückenhändelwurz, Bienenragwurz, Fliegenragwurz, Helmknabenkraut, Stattliches Knabenkraut, Grünliche Waldhyazinthe und Frauenschuh. Im Bereich des mageren Grünlandes sind u. a. Gewöhnliches Zittergras, Goldhafer, Wiesenglockenblume, Wiesenflockenblume, Wiesenpippau, Wilde Möhre, Wiesenwitwenblume, Vogelwicke, Wiesenmargerite, Gewöhnlicher Hornklee, Echte Schlüsselblume, Knolliger Hahnenfuß sowie ebenfalls Flaumhafer, Wiesensalbei und Kleiner Wiesenknopf zu finden.
Die Rasenbereiche sind u. a. Lebensraum der Zauneidechse sowie verschiedener Insekten. So sind hier die Zweipunktdornschrecke sowie verschiedene Schmetterlinge wie Zwergbläuling, Kleiner Sonnenröschenbläuling, Großer Schillerfalter, Kaisermantel, Roter Würfeldickkopffalter und Jakobskrautbär heimisch.
Die Ackerflächen im Teilgebiet „Wernershöhe“ beherbergen u. a. Ackerhahnenfuß, Ackerzahntrost, Einjähriger Ziest, Kleiner Frauenspiegel, Venuskamm, Gefurchter Feldsalat, Feldrittersporn und Klatschmohn.
Gehölzstrukturen werden oft von Wacholder, Schlehe, Weißdorn, Roter Hartriegel, verschiedenen Rosenarten und Gewöhnlichem Liguster gebildet.
Dominierende Baumart der Buchenwälder ist die Rotbuche. Stellenweise stocken Esche, Spitzahorn, Bergahorn und Vogelkirsche in den Bereichen der Ausprägung „Waldmeister-Buchenwald“ sowie Esche, Spitzahorn und Elsbeere begleitet von Feldahorn, Vogelkirsche, Stiel- und Traubeneiche in den Bereichen der Ausprägung „Orchideen-Buchenwald“. In der Strauchschicht stocken hier z. B. Hasel, Blutroter Hartriegel, Ein- und Zweigriffeliger Weißdorn, Rote Heckenkirsche, Liguster, Purgier-Kreuzdorn und Hundsrose. In der Krautschicht der Waldmeister-Buchenwälder siedeln u. a. Christophskraut, Bärlauch, Gefleckter Aronstab, Haselwurz, Zwiebelzahnwurz, Vogelnestwurz, Nesselblättrige Glockenblume, Hohe Schlüsselblume, Waldveilchen, Gewöhnliches Hexenkraut, Waldzwenke, Waldmeister, Goldnessel, Waldbingelkraut, Waldtrespe, Waldsegge, Waldknäulgras, Waldgerste, Einblütiges Perlgras und Waldflattergras. Die Krautschicht der Orchideen-Buchenwälder wird u. a. von Weißem Waldvögelein, Braunrotem Stendelwurz, Schwalbenwurz, Waldhabichtskraut, Waldlabkraut, Echter Schlüsselblume, Gewöhnlicher Goldrute, Stattlichem Knabenkraut, Kleiner Wiesenraute, Fingersegge, Blaugrüner Segge und Nickendem Perlgras gebildet.
Die Eichen-Hainbuchenwälder werden von Stieleiche und Hainbuche gebildet, zu denen sich Feld- und Spitzahorn, Buche, Esche, Elsbeere, Sommerlinde, Vogelkirsche und Wildbirne gesellen. Die Strauchschicht wird von Hasel, Weißdorn, Gewöhnlichem Seidelbast, Pfaffenhütchen, Liguster, Roter Heckenkirsche, Purgier-Kreuzdorn und Kriechender Rose gebildet. In der Krautschicht siedeln u. a. Waldzwenke, Waldknäulgras, Waldlabkraut, Weidenblättriger Alant, Frühlingsplatterbse, Einblütiges Perlgras, Waldbingelkraut, Stattliches Knabenkraut, Echte Schlüsselblume, Schwalbenwurz, Wunderveilchen und Rauhaariges Veilchen.
Die Waldgebiete sind Lebensraum verschiedener Fledermäuse, darunter auch das Große Mausohr, das die Wälder als Nahrungshabitat nutzt. Totholz ist Lebensraum von Totholzkäfern wie z. B. dem Balkenschröter. Die Avifauna ist z. B. Spechte (Grau- und Schwarzspecht sind insbesondere in den Buchenwäldern, Mittelspecht in den Eichen-Hainbuchenwäldern anzutreffen), Hohltaube und Waldlaubsänger in den Buchenwäldern und Gartenbaumläufer sowie Sumpfmeise in den Eichen-Hainbuchenwäldern vertreten.